# Vladímir de Rússia
|  | Per a altres significats, vegeu «Vladimir de Rússia (gran duc de Rússia)». |

Vladímir de Rússia o Vladímir Kíril·lovitx Romànov (30 d'agost de 1917, 17 d'agost del calendari julià, - 21 d'abril de 1992) fou Gran Duc de Rússia, cap de la família imperial russa i Emperador Titular i Autòcrata de Totes les Rússies (històricament els estats moderns de Rússia, Belarús, Ucraïna, el Kazakhstan, Finlàndia, Estònia, Letònia, Lituània i Polònia) des de 1938 fins a la seva mort.

## Joventut
Al temps de néixer rebé el nom de príncep Vladímir Kíril·lovitx de Rússia a Porvoo al Gran Ducat de Finlàndia, essent l'únic fill del Gran Duc Ciril de Rússia i Victòria Feodorovna. Els avis paterns de Vladímir eren el Gran Duc Vladímir Alexandrovich de Rússia i la Gran Duquessa Maria Pavlovna. Els seus avis materns eren Alfred del Regne Unit (duc de Saxònia-Coburg Gotha) i la Gran Duquessa Maria de Rússia.
La família de Vladímir havia fugit a Finlàndia després de la Revolució Russa de 1917. La seva família deixà Finlàndia el 1920, passant a Coburg, Alemanya. El 8 d'agost de 1922 el pare de Vladímir fou declarat curador del tron rus. Dos anys més tard, el 31 d'agost de 1924, el seu pare assumí el títol d'Emperador i Autòcrata de totes les Rússies. Amb l'ascens del seu pare al títol imperial a Vladímir li fou concedit el títol de tsetsarevitx (hereu aparent) i Gran Duc amb el tractament d'Altesa Imperial. El 1930 la seva família marxà d'Alemanya a Saint-Briac-sur-Mer, França on el seu pare establia la seva cort.
Durant els anys 1930 Vladímir visqué durant un temps a Anglaterra on estudià a la Universitat de Londres treballant en la fàbrica d'equipament agrícola Blackstone de Lincolnshire. Més tard retornà a França mudant-se a Bretanya on esdevingué terratinent.

## Hereu rus i Segona Guerra Mundial
A la mort del seu pare el 12 d'octubre de 1938, Vladímir assumí la direcció de la família imperial russa. El 1938 hi hagué suggeriments que se'l faria regent d'Ucraïna però rebutjà la idea, dient que no ajudaria a dissoldre Rússia.
Durant la Segona Guerra Mundial, Vladímir estava vivint dins Saint-Briac-sur-Mer a Bretanya. El 1942, Vladímir i el seu entorn foren traslladats a un camp de concentració a Compiègne després que es negués a emetre un manifest que comminava als emigrants russos per tal que donessin suport a la guerra de l'Alemanya nazi contra la Unió Soviètica.
El 1944 l'exèrcit alemany traslladà a la família cap a l'interior per por a una invasió per la costa. Els alemanys els estaven duent a París, quan fou donada l'ordre de conduir-los Wittel. Fins i tot Wittel demostrava ser insegur, així que foren traslladats a Alemanya. Vladímir vivia en un castell propietat del marit de la seva germana gran Maria Kirillovna en Amorbach, Baviera fins al 1945. Després de la derrota d'Alemanya, Vladímir tenia por per continuar vivint a Alemanya per por de ser capturat pels soviètics. Vladímir llavors es traslladà a Àustria i prop de la frontera de Liechtenstein. Intentava moure's amb l'exèrcit del general Boris Smyslovsky i travessar la frontera, però ni Liechtenstein ni Suïssa no li emetria un visat de sortida, així es quedà a Àustria on visqué en la zona d'ocupació americana.
La tia materna de Vladímir, la princesa Beatriu d'Orléans-Borbó, li assegurà un visat espanyol. Posteriorment visqué a Sanlúcar de Barrameda (província de Cadis, Espanya).

## Postguerra i núpcies
Després de la guerra passà gran part del seu temps vivint a Madrid, però amb estades freqüents en la seva propietat a Bretanya, així com a París.
Vladímir es casà amb la princesa Leònida Bagration Mukhrani el 13 d'agost de 1948 a Lausana. La llei de la casa de Romànov manava que només els fills producte d'un "matrimoni entre iguals" entre un príncep Romànov i una princesa d'una altra família reial, no simplement nobles, són elegibles per a ser inclosos en la línia imperial de successió; els fills de matrimonis morganàtics s'exclouen de la successió. Encara que la dinastia de Leònida, els Bagrationi, havien estat reis a Geòrgia des del primer període medieval, la branca de Leònida no havia estat regnant en la línia masculina com a Reis de Geòrgia des de 1505 i des de llavors havia estat simplement noblesa russa. Per això sorgí alguna controvèrsia pel que fa a si el matrimoni de Vladímir amb Leònida era entre iguals o morganàtic, i per això si la seva reclamació al tron imperial passaria a la seva filla Maria o fora de la seva branca de la família a la seva mort. La posició tant de Vladímir com de Maria és que el matrimoni era igual, i la reclamació de Vladímir passà a Maria. La gran Duquessa Leònida Georgievna, la filla del cap de la casa reial de Geòrgia, S.A.R Príncep Jordi Alexandrovich Bagration-Mukhrani. L'estatus reial de la Casa de Bagration era permanentment reconeguda per Rússia al tractat de Gueórguievsk de 1783 i fou confirmat pel Decret de 5 de desembre de 1946 emès pel cap de la casa imperial russa.
Els caps de les altres branques de la família imperial, els prínceps Vsevolod Ioannovich (Konstantinovichi), Roman Petrovich (Nikolaevichi) i Andrei Alexandrovich (Mihailovichi) escriviren a Vladímir el 1969 dient que s'havia casat desigualment i que la seva muller no era d'estatus més alt que les mullers dels altres prínceps Romànov.
El 1952 visità els poders occidentals per tal fer la guerra contra la Unió Soviètica. El 23 de desembre de 1969 Vladímir promulgà un decret controvertit per la qual cosa en cas que premori els Romànovs mascles, reconeixia com a dinasta llavors la seva filla Maria que esdevindria la "Curadora del Tron Imperial". Això s'ha vist com un intent de Vladímir per assegurar que la successió romangués en la seva branca de la família imperial, mentre els caps de les altres branques declaraven que les accions de Vladímir eren il·legals.
Vladímir pogué visitar Rússia el novembre de 1991 quan fou convidat a visitar Sant Petersburg pel seu Alcalde Anatoli Sobtxak.

## Mort i disputa de successió
El Gran Duc Vladímir morí d'un atac de cor mentre encarava una reunió de parlar amb banquers i inversors espanyols a Miami, Florida, Estats Units el 21 d'abril de 1992. El seu cos fou retornat a Rússia i enterrat amb plena pompa i esplendor a la Fortalesa de Sant Pere i Sant Pau a Sant Petersburg, el primer Romànov a ser honrat des de la Revolució Russa. Tanmateix, la premsa anava amb compte en manifestar que el funeral honorable "era vist per la societat civil i les autoritats russes com una obligació cap a la família de Romànov més que un pas una restauració de la monarquia." Segons un portaveu governamental, era una manera de "netejar la nostra culpabilitat". Com no era un net d'un Emperador el seu títol reclamat de Gran Duc de Rússia provocava problemes per a la inscripció de la seva tomba.
Després de la seva mort, la seva filla Maria assumia l'encapçalament de la família imperial russa segons la interpretació de la seva línia dels drets sobre la casa russa. Això fou discutit per Nicolau Romànov, Príncep de Rússia, que assumí també per a si mateix l'encapçalament de la família imperial russa a la mort del Gran Duc Vladímir. La posició de Nicolau és que ell pertany a la línia dinasta masculina superior després de la mort de Vladímir, ja que creu que els fills dels grans ducs de Rússia que no són casats per igual, no serien dinastes, mentre els prínceps de Rússia només s'havien de casar amb gent de bona posició i que els seus fills serien dinastes.
"La posició de la Gran Duquessa Maria Vladimirovna com a Cap de la Casa Imperial és admesa per la majoria de les organitzacions de monàrquiques russes i per la majoria de caps de cases reials que continuen mantenint relacions amb la casa imperial." segons Guy Stair Sainty. (l'Associació Familiar Romànov, que el cosí de la reclamació de Maria Nicolau per ser cap de la Casa de Romànov, creu que el matrimoni era morganàtic.)
El Gran Duc era també el Duc titular de Holstein-Gottorp, un títol tingut pels tsars des de 1773. Així com Holstein-Gottorp demanava un hereu masculí, hi ha un cert debat pel que fa a qui succeïa Vladímir. El títol es diu normalment que ha estat heretat pel seu cosí príncep Paul Dimitrievich Romànovsky-Ilyinsky (un americà que preferia utilitzar el nom Paul Ilyinski i era Alcalde de Palm Beach, Florida). El Gran Duc que Vladímir sembla l'última persona per haver utilitzat de fet el títol.

## Títols
Per ordre cronològic:
- 30 d'agost - 30 agost 1924 de 1917 / 21 d'abril de 1992: la Seva Altesa Príncep Vladímir Cyrillovich de Rússia
- 31 d'agost - 12 octubre 1938 de 1924: S'Altesa Imperial Tsarévitx Vladímir Cyrillovich de Rússia
- 12 d'octubre - 21 abril 1992 de 1938: S'Altesa Imperial Gran Duc Vladímir Cyrillovich de Rússia
  - Pretendent: Sa Majestat Imperial L'Emperador i Autòcrata de totes les Rússies
- Protecteur d'Union des Descendants des Commandeurs Hereditaires et Chevaliers du Grand Prieure Russe de l'Ordre de St. Jean de Jerusalem.
- Vladímir Kyrillovich Romànov, el seu títol civil a en la Rússia Soviètica durant la seva existència.